# ضغط الاندماج المسبق
ضغط الاندماج المسبق هو أقصى ضغط غطاء ترابي رأسي حملته عينة معينة من التربة في الماضي. ويمكنه أيضًا تحديد أعلى ضغط غطاء ترابي يمكن أن تحمله التربة دون إحداث تغيير في الحجم لا يمكن الرجوع فيه. ويعد هذا النوع من تغيير الحجم ذا أهمية لفهم سلوك الانكماش والتصدع وتشوه الشكل ومقاومة الضغوط التي تؤدي للقطع. وهذه القيمة مهمة في الهندسة الجيوتقنية. تحتفظ التربة في تركيبها بأثر الضغوط السابقة والتغيرات التي حدثت في تاريخ التربة. إذا ما تحملت التربة أكثر من تلك النقطة تعجز عن الاحتفاظ بالحمولة الزائدة وينهار بناؤها. يمكن أن يؤدي هذا الانهيار إلى عدد من الأشياء المختلفة حسب نوع التربة وتاريخها الجيولوجي.
لا يمكن قياس ضغط الاندماج المسبق لطبقات التربة بطريق مباشر. ولكن يمكن تقديره باستخدام عدد من الإستراتيجيات المختلفة. تخضع العينات التي تؤخذ من الحقل لمختلف الاختبارات، مثل معدل ثبات اختبار الضغط (CRS) أو اختبار التحميل الإضافي (IL). يمكن أن تكون هذه الاختبارات مكلفة بسبب المعدات الباهظة وطول الفترة الزمنية اللازمة لإجراء كل اختبار. يجب أن تكون كل العينات بكرًا ولا يمكن إجراء سوى اختبار واحد بنتائج مرضية. من المهم إجراء هذه الاختبارات بدقة لضمان الحصول على نتائج دقيقة. هناك طرق متباينة لتحديد ضغط الاندماج المسبق لطبقات التربة من بيانات المختبر. عادة ما ترتب البيانات في مخطط يشبه السجلات لتوضيح الضغط الفعال (يرمز له عادة بـ σ'vc) مقابل نسبة الفراغ. يطلق على هذا الرسم البياني عامة (e log p curve) أو منحنى الاندماج.

## الطرق
يمكن تقدير ضغط الاندماج المسبق لطبقات التربة بعدة طرق ولكن لا يمكن قياسه بطريق مباشر. من المفيد معرفة مدى القيم المتوقعة اعتمادًا على نوع التربة التي يجري تحليلها. على سبيل المثال، العينات ذات محتوى الرطوبة الطبيعية عند حد السيولة (ملحق السيولة 1) يتراوح ضغط الاندماج المسبق لطبقات التربة بين 0.1 و0.8 طن لكل قدم مربع حسب حساسية التربة (المعرفة بنسبة قوة القطع غير المستنزف للذروة البكر إلى إجمالي قوة القطع غير المستنزف المعاد تشكيله). بالنسبة للرطوبة الطبيعية عند الحد الأدنى لليونة (حيث مؤشر السيولة يساوي صفرًا) يتراوح ضغط الاندماج المسبق لطبقات التربة من 12 إلى 25 طن لكل قدم مربع تقريبًا.
ملاحظة: الرجاء مراجعة حدود أتربيرج للاطلاع على معلومات حول خصائص التربة مثل مؤشر السيولة وحد السائل.

### طريقة أرثر كاساغراندي الرسومية
طريقة أرثر كاساغراندي الرسومية (1936) استخدام منحنى الدمج:
1. اختر بالعين نقطة الانحناء القصوى على منحنى الدمج.
2. ارسم خطًا أفقيًا من هذه النقطة
3. ارسم خطًا مماسًا للمنحنى عند النقطة الموجودة في الجزء 1.
4. اشطر الزاوية المرسومة من الخط الأفقي في الجزء 2 والخط المماس في الجزء 3.
5. مد «الجزء المستقيم» من منحنى إعادة الانضغاط (الضغط الفعال المنخفض، نسبة الفراغ: أفقي على يسار الرسم) وصولاً إلى خط شطر الزاوية في الجزء 4.

النقطة التي يتحلل عندها الخطوط في الجزء 4 والجزء 5 هي ضغط الاندماج المسبق لطبقات التربة.

### تقدير ضغط الاندماج المسبق لطبقات التربة «الأكثر احتمالاً»
باستخدام منحنى الدمج، يجب تقاطع الجزء الأفقي من منحنى إعادة الانضغاط والخط المماس لمنحنى الانضغاط. تندرج هذه النقطة ضمن ضغوط الاندماج المسبق لطبقات التربة المحتملة. يمكن استخدامها في إجراء الحسابات التي تتطلب دقة أقل أو إذا كان التقدير التقريبي هو كل المطلوب.
رجاء مراجعة «تغيير حجم النمذجة والخصائص الميكانيكية للنماذج الهيدروليكية،» من رابطة علوم التربة الأمريكية (Soil Science Society of America) (الرابط متوفر في المراجع) لمزيد من النماذج الرياضية القائمة على طريقة كازاجراند التي تضم مبادئ من علم ميكانيكا التربة وعلم الهيدروليك.

## الآليات التي تسبب ضغط الاندماج المسبق لطبقات التربة
تتسبب مجموعة من العوامل المختلفة في وصول التربة إلى ضغوط الاندماج المسبق لطبقاتها:
- التغير في الضغط الكلي

يمكن أن يؤدي التغير في الضغط الكلي بسبب إزالة الحمولات ضغط الاندماج المسبق لطبقات التربة. على سبيل المثال، قد تؤدي إزالة التراكيب أو التجلد إلى حدوث تغير في الضغط الكلي الذي قد يكون له هذا التأثير.
- التغير في ضغط المياه المسامية

يمكن أن يؤدي التغير في ارتفاع مستوى المياه الجوفية أو الضغوط الارتوازية أو الضخ العميق أو الدفق في قنوات والتجفف نتيجة جفاف السطح أو الحياة على الكوكب إلى الوصول بالتربة إلى ضغط الاندماج المسبق لطبقات التربة.
- التغير في تراكيب التربة نتيجة تقدم العمر (الانضغاط)

على مدار الوقت تندمج التربة حتى بعد استنفاد الضغوط العالية من التحميل وضغط المياه المسامية.
- التغيرات البيئية

يمكن أن تؤدي تغيرات بي إتش ودرجة الحرارة وتركيز الملوحة إلى الوصول إلى ضغط الاندماج المسبق لطبقات التربة.
- التجوية الكيميائية

تتسبب أنواع مختلفة من التجوية الكيميائية في ضغط الاندماج المسبق لطبقات التربة. ويعد هطول الأمطار وعوامل التثبيت بالأسمنت والتبادل الأيوني أمثلة قليلة على ذلك.

## الاستخدامات
يستخدم ضغط الاندماج المسبق لطبقات التربة في كثير من حسابات خصائص التربة اللازمة من أجل التحليل البنائي وميكانيكا التربة. ويعد التنبؤ بتسوية البناء بعد تحميل أحد الاستخدامات الأساسية. قد يكون ذلك مطلوبًا لأي مشروع بناء: مبانٍ جديدة وطرق واسعة والسكك الحديدية. كل هذه الأشياء تتطلب تقييمًا للموقع قبل البناء. ويتطلب إعداد موقع للبناء انضغاطًا مبدئيًا للتربة من أجل الإعداد لإضافة الأساس. من المهم معرفة ضغط الاندماج المسبق لطبقات التربة لأنه يساعد على تحديد كمية التحميل الملائمة للموقع. فضلاً عن أنه يساعد على تحديد ما إذا كانت ظروف الانضغاط (بعد الحفر، إذا سمحت الحالة، يمكن أن تظهر التربة زيادة في حجمها وإعادة انضغاط بسبب إزالة الحمل) يجب وضعها في الاعتبار.